# Necrophagist
Necrophagist este o formație de Technical Death Metal din Karlsruhe, Germania. Numele provine din limba greacă: νεκρο- nekro- ("moarte") și -φαγος -phagos ("mancator de"). Necrophagist este una dintre cele mai iubite și cunoscute formații de Technical Death Metal din lume. 

## Istorie
Formația Necrophagist a fost fondată în anul 1992 de chitaristul și vocalistul Muhammed Suiçmez. Primul album, Onset of Putrefaction a apărut în anul 1999. După turneuri cu formații importante de metal ca Six Feet Under și Carnifex, Necrophagist a intrat din nou în studio pentru a înregistra al doilea lor album numit Epitaph. Acesta a apărut în 2004 și este considerat de critici a fi cel mai bun album de Technical Death Metal, împreuna cu Planetary Duality de la formația The Faceless. 
Din 2004, Necrophagist este prezentă la cele mai importante evenimente de metal, de exemplu Summer Slaughter.
În 2008, bateristul Romain Goulon s-a alăturat formației după plecarea lui Marco Minnemann. 
Suiçmez a declarat că trupa va folosi chitare cu șapte corzi pe albumul care va veni. Muhammed însuși va face înregistrările cu un Ibanez Xipho cu 7 corzi și 27 freturi  
În 2010, Side-Projectul lui Sami Raatikainen, Radience a publicat noul album The Burning Sun.

## Membrii
Curenți
- Stephan Fimmers – chitară bas (2003–present)
- Romain Goulon – baterie (2008–present)
- Sami Raatikainen – chitară ritmică & solo (2006–present)
- Muhammed Suiçmez – vocals, chitară solo (1992–present)

Foști
- Jan-Paul Herm – chitară (1992–1995)
- Raphael Kempermann – baterie (1992–1995)
- Daniel Silva – baterie (1995–1998, 2001–2003)
- Mario Petrovic – chitară (2000–2001)
- Slavek Foltyn – baterie (2000–2001)
- Björn Vollmer – chitară (2001–2002)
- Julien Laroche – chitară bas (2001–2003)
- Christian Müenzner – chitară(2002–2006)
- Heiko Linzert – chitară bas (2003)
- Hannes Grossmann – baterie (2003–2007)
- Marco Minnemann – baterie (2007–2008)
- Hudson Cole - baterie (2003-2007)

## Discografie
- Onset Of Putrefaction ( 1999 )
- Epitaph ( 2004 )